# Menntaskólinn í Reykjavík
Die Menntaskólinn í Reykjavík (Abkürzung MR) ist das älteste Gymnasium (isl. Menntaskólinn) in Island. Es geht zurück auf eine 1056 am Bischofssitz in Skálholt gegründete Schule, die 1786 in die isländische Hauptstadt Reykjavík umgesiedelt wurde.

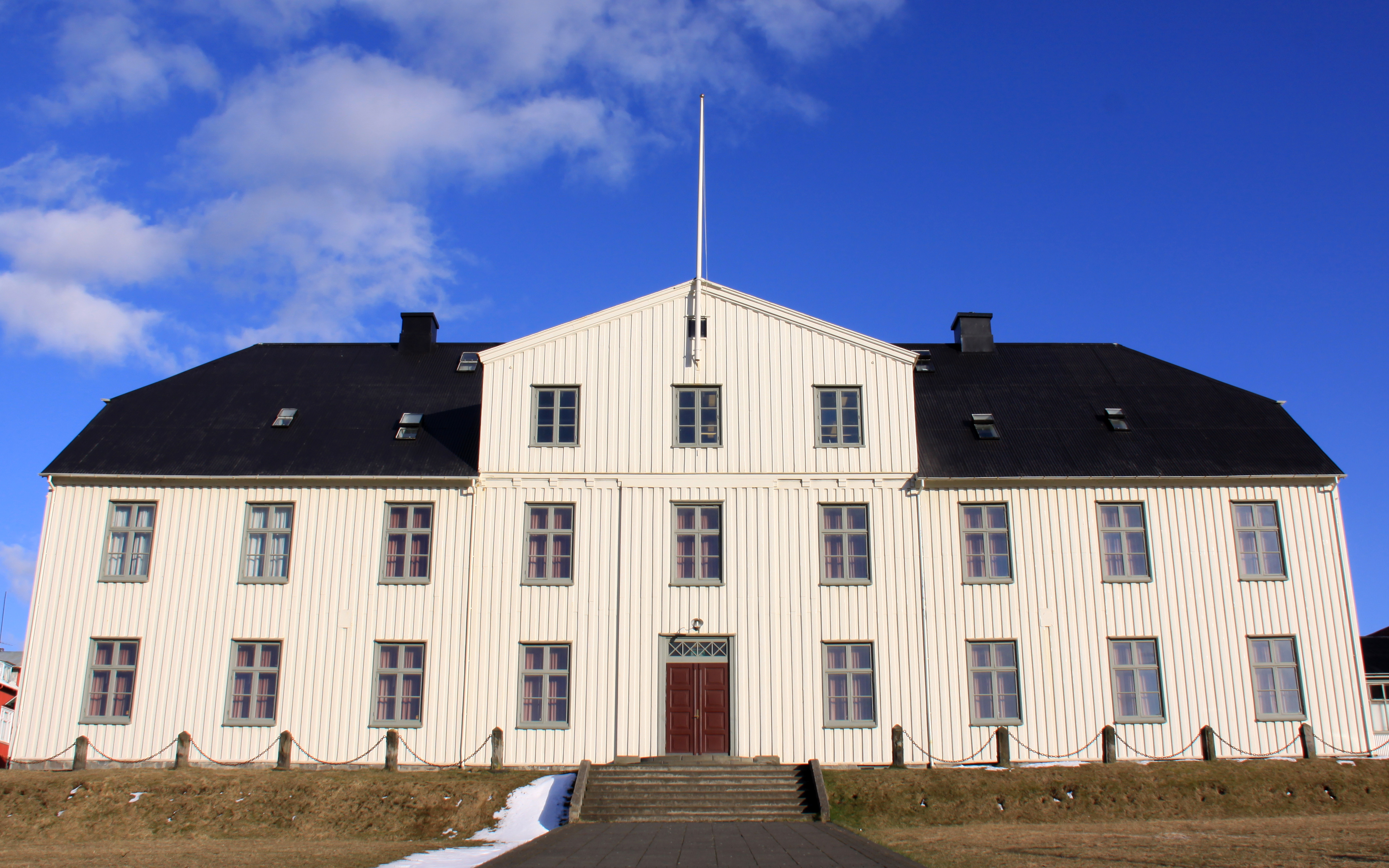
Menntaskólinn í Reykjavík

## Geschichte
Kurz nach der Gründung des Bischofssitzes Skálholt westlich von Reykjavík im Jahr 1056 wurde am gleichen Ort die Lateinschule Skálholtsskóli etabliert. Damit ist diese Schule nicht nur eine der ältesten Bildungseinrichtungen Islands, sondern eine der ältesten durchgehend bestehenden Organisationen überhaupt. 1786 wurde die Schule in die Hauptstadt Reykjavík verlegt, wenige Jahre vor dem restlichen Bischofssitz. Bereits 1805 musste die Schule jedoch nach Bessastaðir in der Gemeinde Álftanes wandern, dem heutigen Sitz des Präsidenten Islands.
1846 wurde die Schule zurück nach Reykjavík verlegt, in das damals größte Gebäude Islands, das auf der 500-Kronen-Banknote abgebildet ist. Neben dem alten Hauptgebäude werden etwa zehn weitere Gebäude als Bibliothek, zum Unterricht und zu Unterbringung der Schüler genutzt.
Die Namen der Schule waren im Laufe der Zeit zuerst Skálholtsskóli, später Lærðiskólinn, Latínuskólinn (Lateinschule) oder lateinisch Schola Reykjavicensis. Die heutige Bezeichnung Menntaskólinn í Reykjavík besteht seit 1937.
Die Schule bietet heute ein vierjähriges Unterrichtsprogramm an. An dessen Abschluss steht die Universitätsreife (isl. stúdentspróf).

## Bekannte Schüler
- Jónas Árnason (1923–1998), Politiker und Schriftsteller
- Ásgeir Ásgeirsson (1894–1972), Ministerpräsident und Staatspräsident
- Vigdís Finnbogadóttir (* 1930), Staatspräsidentin
- Niels Ryberg Finsen (1860–1904), Medizin-Nobelpreisträger
- Ólafur Ragnar Grímsson (* 1943), Staatspräsident
- Tómas Guðmundsson (1901–1983), Autor
- Vilmundur Gylfason (1948–1983), Politiker und Journalist
- Geir Hilmar Haarde (* 1951), Ministerpräsident
- Guðmundur G. Hagalín (1898–1985), Autor
- Guðrún Helgadóttir (1935–2022), Kinderbuchautorin
- Ögmundur Jónasson (* 1948), Politiker und Gesundheitsminister
- Jóhann Jónsson (1896–1932), Dichter und Schriftsteller
- Halldór Laxness (1902–1998), Literatur-Nobelpreisträger, brach die Schule vor Abschluss ab
- Davíð Oddsson (* 1948), Ministerpräsident
- Sóley Sesselja Bender (* 1953), Professor für Pflege Universität Island, Schwerpunkt sexuelle und reproduktive Gesundheitsversorgung
- Hilmar Oddsson (* 1957), Regisseur, Drehbuchautor, Filmproduzent und Musiker
- Yrsa Sigurðardóttir (* 1963), Schriftstellerin
- Össur Skarphéðinsson (* 1953), Politiker
- Davíð Stefánsson (1895–1964), Autor
- Kristján Guy Burgess (* 1973), Politikwissenschaftler, Politiker, Geschäftsführer und Journalist